# Linisa ventrosula
Linisa ventrosula is een slakkensoort uit de familie van de Polygyridae. De wetenschappelijke naam van de soort werd voor het eerst geldig gepubliceerd in 1845 door L. Pfeiffer als Helix ventrosula.